# Gebe
Gebe (indonez. Pulau Gebe) – wyspa w Indonezji na Morzu Halmahera, należy do archipelagu Moluki; powierzchnia ok. 153 km²; długość 45 km, szerokość 2–6 km.
Leży na wschód od Halmahery, oddzielona od niej cieśniną Jailolo; powierzchnia nizinna; porośnięta lasem równikowym. Podstawą gospodarki jest eksploatacja bogatych złóż rud niklu.
Administracyjnie należy do prowincji Moluki Północne; główne miasto Umera.